# Araneus humilis
Araneus humilis är en spindelart som först beskrevs av Ludwig Carl Christian Koch 1867.  Araneus humilis ingår i släktet Araneus och familjen hjulspindlar.
Artens utbredningsområde är Queensland. Inga underarter finns listade i Catalogue of Life.